# Traçage (chaudronnerie)
Pour les articles homonymes, voir Traçage.
Le traçage est une discipline des métiers de la chaudronnerie qui consiste, entre autres, à déterminer le développement (forme plane) d'une surface développable (cylindres, cônes, prismes, surfaces composées...). Le traçage inclut aussi des méthodes graphiques utilisables pour approximer, optimiser la surface de matière (en général de tôle) nécessaire au formage de surfaces non développables telles que l'étrave d'un bateau, les fonds hémisphériques, elliptiques ou ovales, les éléments de sphère, les coupes, les vases, les ailes d'avion, les éléments de tôlerie des voitures et autres formes conoïdales en général...

## Historique
Le traçage est principalement basé sur des techniques graphiques issues de la géométrie descriptive, théorisée par Gaspard Monge, et de constructions de figures à l'aide de la règle et du compas. Si la géométrie descriptive est généralement utilisée pour déterminer des propriétés géométriques de formes pleines (volume) et le traçage plutôt utilisé pour déterminer les propriétés géométriques de surfaces dans l'espace, ces deux matières sont les deux faces d'une même discipline de la géométrie graphique consacrée à l'étude de la forme des solides, à la recherche de droites et de plans particuliers, à la mesure de distances ainsi que la détermination des courbes d'intersections de solides et surfaces.

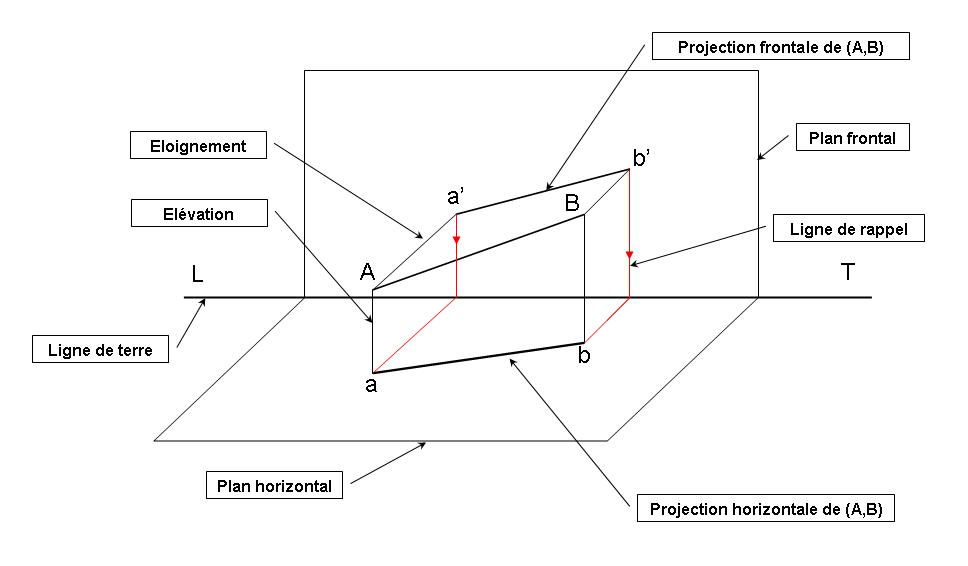
Projections frontale et horizontale d'un segment de droite (AB) quelconque

Ci-dessus les légendes et la représentation des différents éléments nécessaires à l'élaboration des projections horizontale et frontale d'une droite quelconque.

## Représentation d'un segment de droite
Quelle que soit la position d'un segment de droite dans l'espace, il se projettera dans les plans frontal et horizontal selon l'une des six représentations ci-dessous :

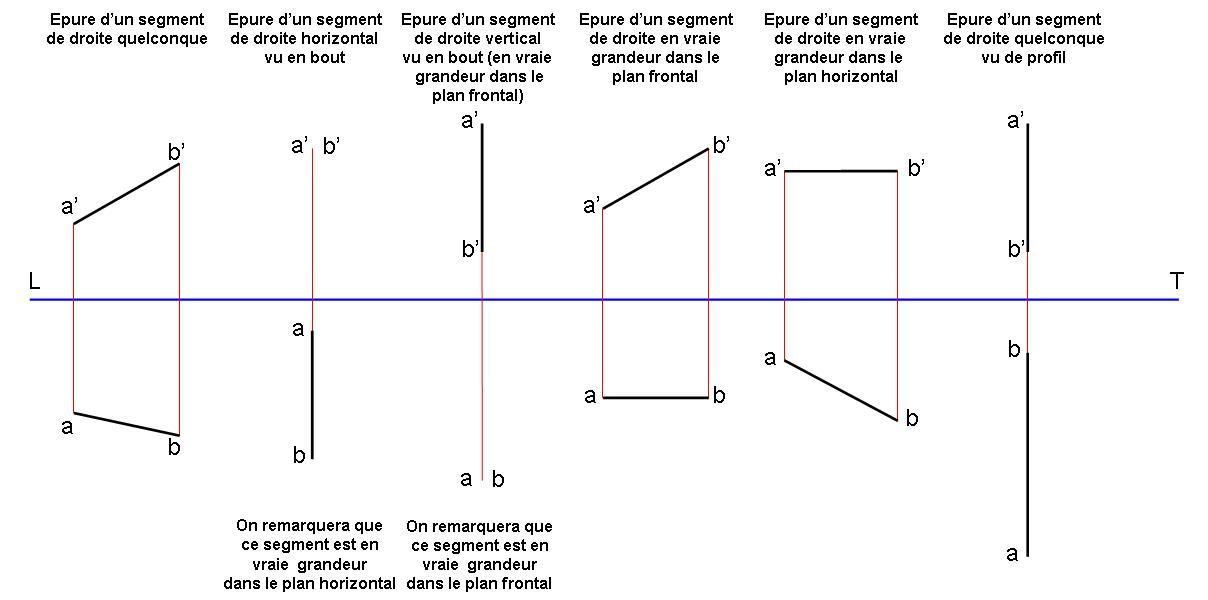
Epures d'un segment de droite selon sa position par rapport au référentiel

## Application
Le traçage fut appliqué pendant des années à la main, à l'aide d'un réglet, d'un compas et de pointe à tracer sur tôle d'épure ou crayon mine sur papier. 
En chaudronnerie, le traçage consiste le plus souvent à déterminer sur un papier ou à même la tôle le contour de la surface qui, une fois formée comme il se doit, produira la pièce envisagée (une coupe, un cylindre, un cône, un élément de liaison entre deux orifices quelconques, un élément de coque de bateau, de carrosserie d'avion ou de voiture, etc.). 
Le traçage fait appel à des techniques graphiques très particulières, parfois complexes et qui requièrent une grande précision, pour permettre de produire les informations nécessaires à la production, la mise en forme des pièces ou objets creux fabriqués par les chaudronniers. Une de ces informations, considérée prioritaire, se dénomme « vraie-grandeur » (VG). 
Une « VG » est la représentation d'un segment de droite, d'une surface plane finie ou encore d'un angle sur un plan de manière que la mesure effectuée à même le plan corresponde à la mesure effective, c'est-à-dire non faussée par un effet de perspective. D'après les conventions du traçage, les formes en vraie grandeur sont identifiées à l'aide de lettres majuscules. 

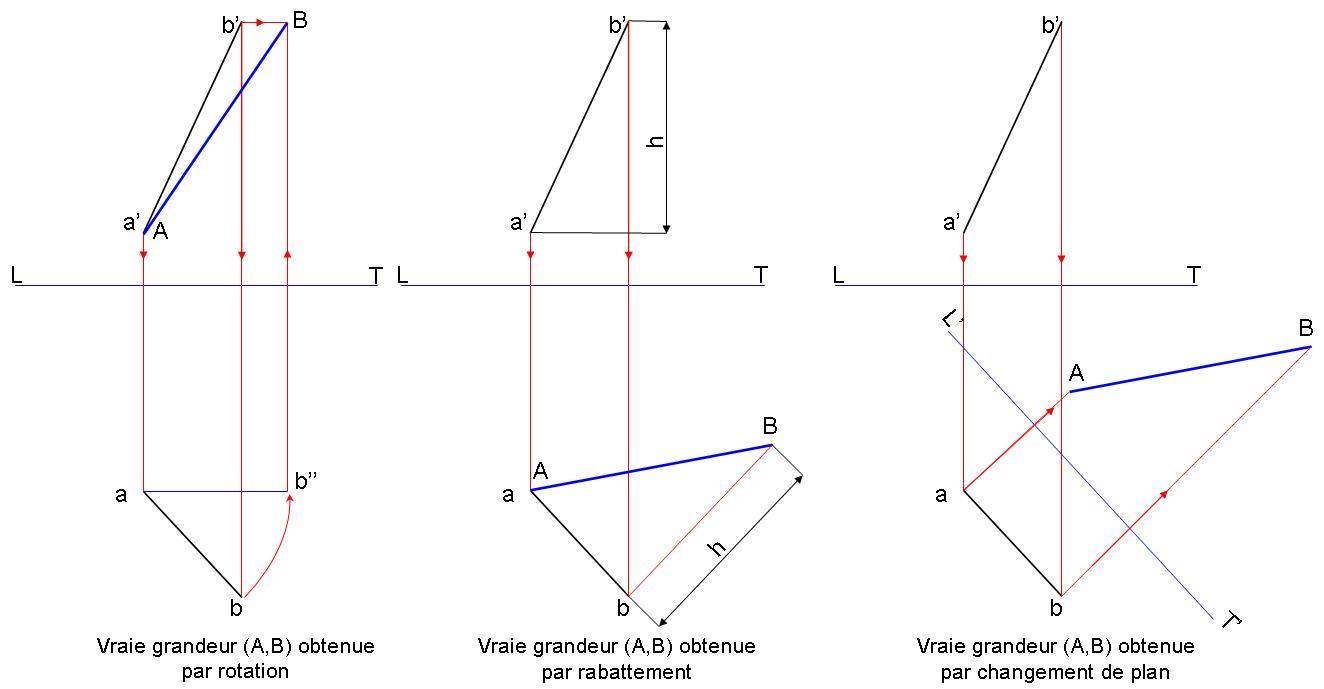
3 techniques de recherche de la vraie grandeur d'un segment de droite (AB)

Ci-dessus la représentation de trois techniques graphiques de recherche de la vraie grandeur d'un segment de droite (AB). Les couleurs utilisées sont en accord avec les conventions de la géométrie descriptive.
Les lycées et les centres de formation techniques dispensaient autrefois de nombreuses heures d'apprentissage du traçage, car cela était considéré comme la discipline noble, par excellence, des métiers de la chaudronnerie. Aujourd'hui, le traçage, bien que toujours enseigné pour répondre a des cas particulier (remplacement de pièces sur mesure) disparaît au profit du traçage assisté par ordinateur (TAO).

### Distance entre deux droites
Recherche de la distance entre les droites supports de deux segments quelconques de l'espace, « AB » et « CD ».
La solution graphique consiste à changer de plan jusqu'à observer l'un des deux segments en bout, c'est-à-dire selon un point.
C'est ce qui est reproduit ci-dessous au moyen de deux changements de plan consécutifs :
- Un premier changement de plan selon « L1 T1 » parallèle à la projection « ab » en vue d'obtenir la vraie grandeur « a1b1 » puis,
- Un second changement de plan selon « L2 T2 » perpendiculaire à la vraie grandeur « a1b1 » pour l'observer de bout selon « a2b2 ».

La distance s'obtient en abaissant la perpendiculaire (p) du point « a2 » sur la projection (s), droite support du segment « CD ».

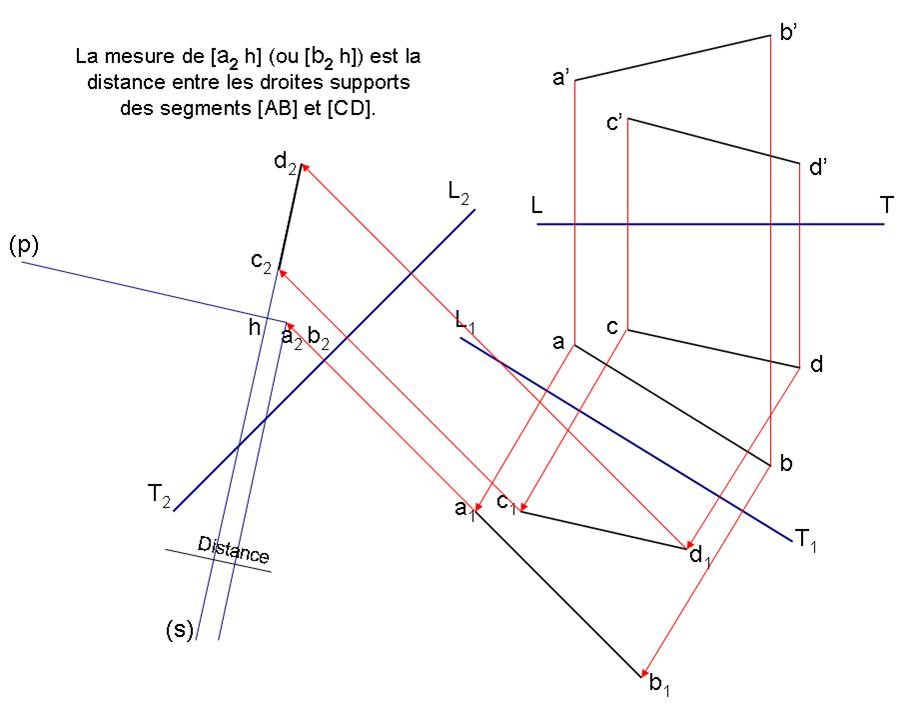
Utilisation de la technique des changements de plan pour voir en vraie grandeur la distance entre deux droites quelconques de l'espace.

### Construction d'une perpendiculaire à un segment de droite dans l'espace
La maîtrise des techniques de traçage permet de construire (par exemple au compas) la perpendiculaire (D) au point (C) de la vraie grandeur d'un segment de droite AB ainsi que de représenter ses projections frontale (d') et horizontale (d).

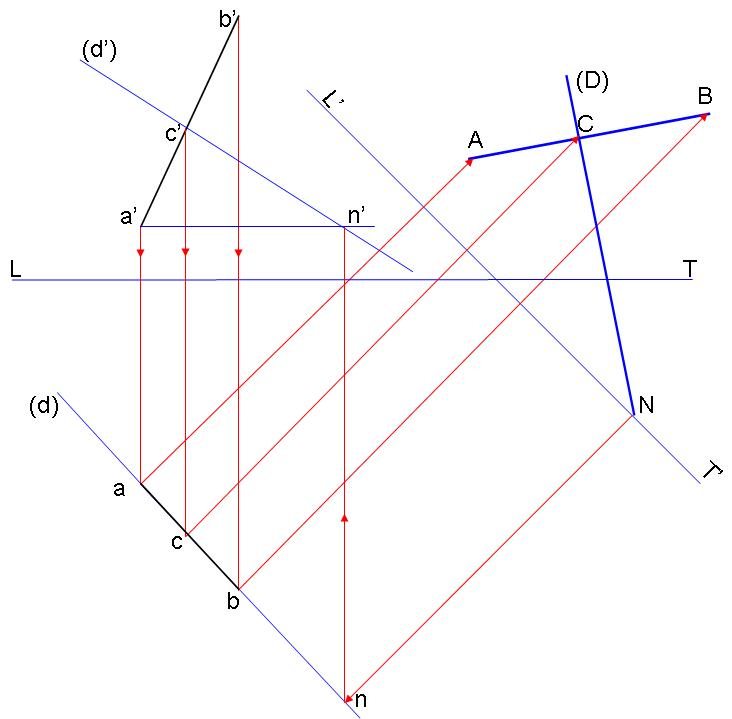
Utilisation de la technique du changement de plan (suivant L'T') pour construire une droite (D) ayant la propriété d'être perpendiculaire en C à la vraie grandeur du segment de droite (AB)

### Planéité d'une surface
Pour qu'une surface quelconque de l'espace soit plane il importe que deux droites quelconques, non confondues, passant par deux points appartenant à cette surface soient concourantes.

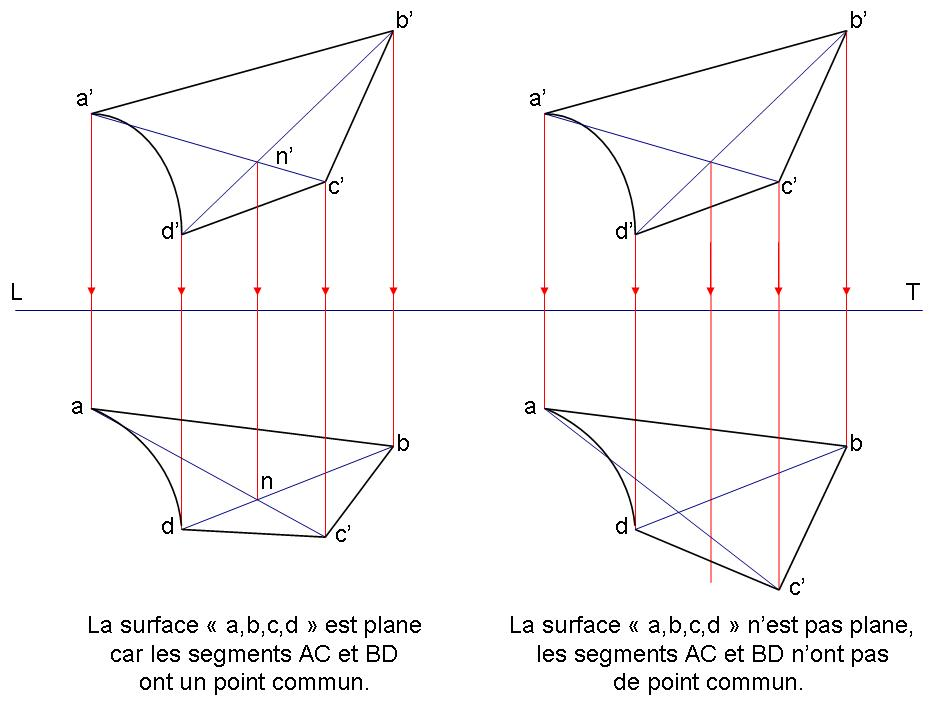
Vérification de la planéité d'une figure dans l'espace.

### Vraie grandeur d'un angle entre deux plans
Pour déterminer la vraie grandeur de l'angle de deux plans on procède de la manière suivante :
- Choix de la droite commune aux deux plans, ce qui revient à choisir les deux plans (dans l'exemple ci-dessous le choix est le segment « BD »),
- Procéder à un changement de plan de façon à obtenir la droite commune, c'est dire « BD », en vraie grandeur (changement de plan suivant « LT'seconde' »), puis
- Procéder à un second changement de plan (ici « LT 'tièrce' ») de façon à observer « BD » en bout. Par voie de conséquence les deux plans seront vus en bout ce qui fera apparaître en vraie grandeur l'angle entre les deux plans.

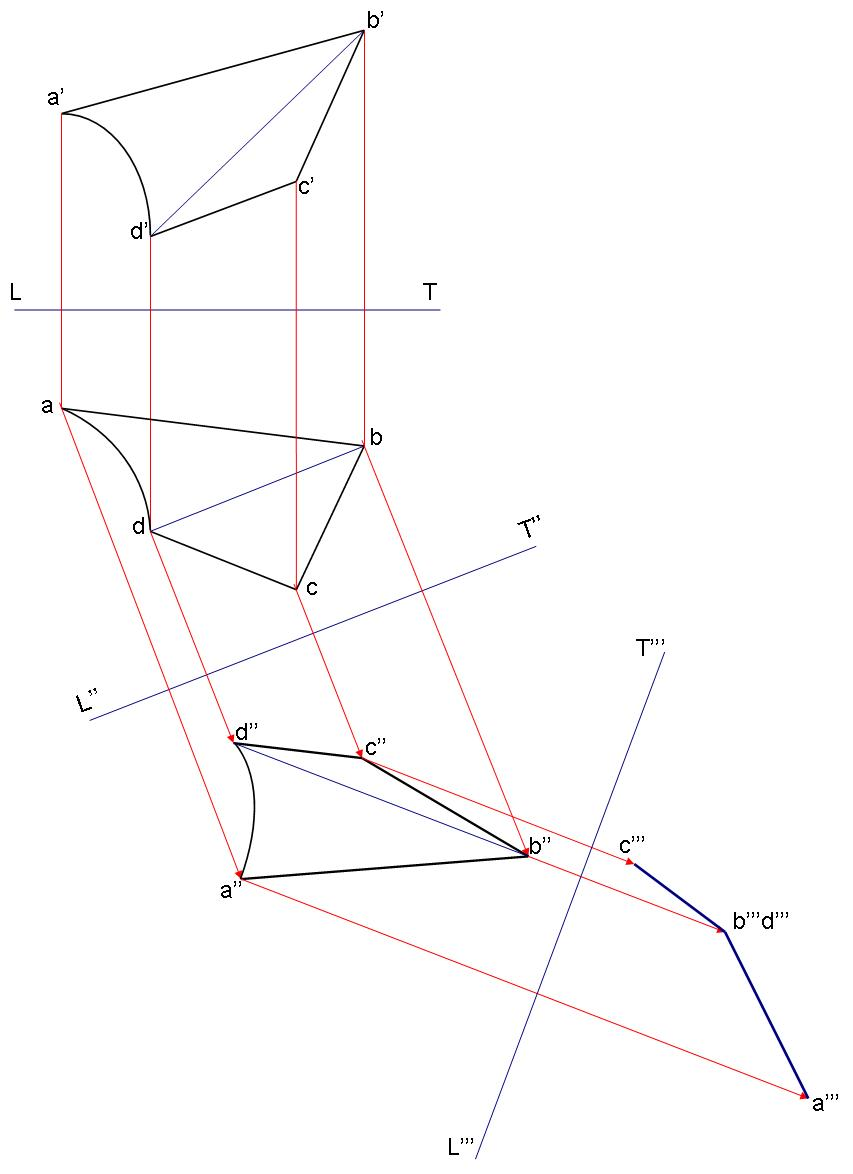
Traçage de la vraie grandeur d'un angle entre deux plans.

## Le T.A.O. (traçage assisté par ordinateur)
Le TAO se substitue au traçage manuel au moyen d'une application informatisée spécifique basée sur la trigonométrie et/ou la géométrie analytique, il s'agit en fait de mise en équation de problèmes de géométrie dans l'espace. 
Les données d'entrées sont saisies dans des masques spécifiques à des formes prédéfinies (cônes, viroles, trémies diverses...), comportant des cotes à saisir dans des champs obligatoires (longueurs, largeurs, hauteurs, entre-axes, diamètres, épaisseurs, etc.).
Ces données sont prises en compte dans les processus de calcul et fournissent des données de sorties sous des formes qui peuvent être :
- un tableau de nombres ;
- un dessin coté ;
- le développement de la pièce en vraie grandeur sur table traçante, ou encore
- un fichier en langage machine destiné à être téléversé dans l'ordinateur d'une machine à commande numérique (en général une machine de débit 2D ou 3D).

Certains logiciels de TAO comportent un module de calcul d'imbrication permettant de disposer les pièces à découper de façon à optimiser les chutes. 
Ces logiciels de traçage représentent un investissement qui peut être lourd lorsqu'il implique l'achat d'interfaces avec les machines à commande numérique ainsi que des câblages spécifiques entre le bureau d'étude et ces machines, mais il s'avère utile, autant en milieu artisanal qu'en milieu industriel. Toutefois, le niveau de technicité des opérateurs doit être en correspondance avec l'analyse nécessaire des résultats fournis par les logiciels, et ce avant de lancer l'opération de débit. Environ 98 % des non-conformités sont liés à une cause humaine, le reste relevant de bugs informatiques.
L'enseignement du traçage avait un impact considérable sur le développement de l'aptitude des étudiants à appréhender des formes dans l'espace. Le traçage (la géométrie descriptive) n'étant plus enseigné, c'est une perte pour la formation de l'esprit. Cette aptitude est toujours recherchée par les concepteurs de logiciel, mais elle touche un public beaucoup plus restreint formé de mathématiciens ou de géomètres.

## Logiciels de traçage en chaudronnerie
- MetalFox.fr (Logiciel Français en ligne)
- Solutrace (logiciel français)
- Logitrace (Logiciel français)
- CADKEY, logiciel permettant la représentation de surfaces quelconques tendues sur une structure 3D ainsi que les intersections de surfaces.
- Plate'n'Sheet (logiciel australien)
- Module tôlerie de Inventor (Autodesk corporation)
- Module tôlerie de Solidworks (Dassault systems)